# Finále Grand Prix IAAF 1990
6. Finále Grand Prix IAAF – lehkoatletický závod, který se odehrál 7. září roku 1990 v Athénách na Olympijském stadionu.

## Výsledky

### Muži
| Disciplína      | 1. místo           | Výkon    | 2. místo            | Výkon    | 3. místo         | Výkon    |
| Běh na 100 m    | Leroy Burrell      | 10,04    | Mark Witherspoon    | 10,11    | Carl Lewis       | 10,12    |
| Běh na 800 m    | William Tanui      | 1:44,95  | Réda Abdenouz       | 1:45,17  | Nixon Kiprotich  | 1:45,17  |
| Běh na 1 míli   | Noureddine Morceli | 3:53,28  | Jens-Peter Herold   | 3:53,77  | Peter Elliott    | 3:53,85  |
| Běh na 5000 m   | Brahim Boutayeb    | 13:30,54 | Khalid Skah         | 13:31,22 | Yobes Ondieki    | 13:31,37 |
| 3000 m překážek | Julius Kariuki     | 8:24,08  | Patrick Sang        | 8:24,77  | Julius Korir     | 8:25,19  |
| 400 m překážek  | Samuel Matete      | 47,91    | Danny Harris        | 47,93    | Winthrop Graham  | 48,88    |
| Skok vysoký     | Sergey Malchenko   | 2,34 m   | Georgi Dakov        | 2,32 m   | Javier Sotomayor | 2,32 m   |
| Trojskok        | Leonid Vološin     | 17,35 m  | Marios Hadjiandreou | 16,91 m  | Mike Conley      | 16,82 m  |
| Vrh koulí       | Ulf Timmermann     | 21,00 m  | Georg Andersen      | 20,50 m  | Ron Backes       | 20,30 m  |
| Hod kladivem    | Jurij Sedych       | 80,26 m  | Tibor Gécsek        | 77,52 m  | Tore Gustafsson  | 74,44 m  |

### Ženy
| Disciplína     | 1. místo              | Výkon    | 2. místo            | Výkon    | 3. místo            | Výkon    |
| Běh na 200 m   | Merlene Otteyová      | 21,88    | Grit Breuerová      | 22,58    | Galina Malčuginová  | 22,59    |
| Běh na 400 m   | Ana Fidelia Quirotová | 50,31    | Fatima Yusuf        | 50,96    | Pauline Davisová    | 51,00    |
| Běh na 1500 m  | Sandra Gasserová      | 4:06,11  | Yvonne Mai          | 4:07,56  | Světlana Kitovová   | 4:07,88  |
| Běh na 5000 m  | PattiSue Plumer       | 15:14,36 | Nadia Dandolo       | 15:14,93 | Viorica Ghican      | 15:15,74 |
| 100 m překážek | Gloria Siebertová     | 12,74    | Lidiya Yurkova      | 12,76    | Monique Ewanje-Épée | 12,86    |
| Skok daleký    | Heike Drechslerová    | 6,98 m   | Inessa Kravecová    | 6,82 m   | Marieta Ilcuová     | 6,78 m   |
| Hod diskem     | Ilke Wyluddaová       | 67,08 m  | Martina Hellmannová | 63,54 m  | Larisa Mikhalchenko | 63,34 m  |
| Hod oštěpem    | Petra Felkeová        | 66,44 m  | Brigitte Graune     | 61,48 m  | Dulce García        | 61,24 m  |